# ألبرت تاكر
ألبرت تاكر (بالإنجليزية: Ebenezer Tucker)‏ هو قاضي وسياسي أمريكي، ولد في 15 نوفمبر 1758، وتوفي في 5 سبتمبر 1845. انتخب عضو مجلس النواب الأمريكي.